# Frederickena
Frederickena ist eine Gattung von Schreivögeln aus der Familie der Ameisenvögel (Thamnophilidae), die insgesamt drei Arten umfasst. Sie gehören zu den größten Ameisenvogelarten und sind in den Guayanas und im Amazonas-Regenwald Südamerikas beheimatet. Sie führen eine eher versteckte Lebensweise im Unterholz dichter Wälder und sind im Allgemeinen nur in geringer Dichte anzutreffen.

## Merkmale
Frederickena-Ameisenwürger sind große und stämmig gebaute Vertreter ihrer Familie, die ausgewachsen durchschnittliche Größen von etwa 20 bis 23 cm erreichen. Auffälligstes Merkmal ist die buschige, aufstellbare Haube am Hinterkopf, die bei beiden Geschlechtern vorhanden ist. Die Gefiederfärbung zeigt bei allen Arten einen deutlichen Sexualdimorphismus. Während sich bei Männchen schwarze und dunkelgraue Farbtöne finden, dominieren bei den Weibchen eher braune bis rötliche Farben. Darüber hinaus zeigt sich eine ausgeprägte Bänderung in schwarz beziehungsweise weiß am ganzen Körper, mit Ausnahme des Schwarzkehl-Ameisenwürgers, bei dem nur die Schwanzfedern gebändert sind.

## Habitat und Lebensweise
Als Lebensraum dienen feuchte, tropische und subtropische Primärwälder mit dichtem Unterwuchs. Vom Menschen beeinflusstes Habitat meiden die Vögel hingegen. Sie leben in der Regel solitär oder in Paaren, gemischten Schwärmen schließen sie sich nur gelegentlich und für kurze Zeiträume an. Die Zusammensetzung der Ernährung ist nur für den Schwarzkehl-Ameisenwürger etwas besser erforscht, alle Arten dürften sich aber vornehmlich von Insekten und anderen Wirbellosen ernähren, die am Boden und in den unteren Etagen des Waldes gejagt werden. Ein typisches Verhalten bei der Nahrungssuche ist das kurzzeitige Verharren an einer Stelle auf der Suche nach potenzieller Beute, wobei die langen Schwanzfedern heftig von einer Seite zur anderen zucken. Im Vergleich zu anderen Ameisenvögeln singen und rufen die Vertreter von Frederickena eher selten. Ihre Rufe werden meist als nasale und eher schleppende Abfolge von Lauten beschrieben. Als Nest dienen offene, tassen- oder korbförmige Konstruktionen, die nicht allzu weit vom Boden entfernt an kleinen Astgabeln oder ähnlich geeigneten Orten angelegt werden. Das Fortpflanzungsverhalten ist generell nur schlecht erforscht, die typische Gelegegröße scheint allerdings bei zwei Eiern zu liegen. Diese sind weiß oder cremefarben und meist von einer feinen, lilafarbenen Musterung durchzogen. Die Brutpflege obliegt beiden Altvögeln gleichermaßen.

## Systematik
Die wissenschaftliche Erstbeschreibung der Gattung stammt aus dem Jahr 1918 und geht auf den britischen Ornithologen Charles Chubb zurück. Der Name Frederickena ehrt den britischen Entdecker Frederick Vavasour McConnell. Als Typus- und zunächst einzige Art der neuen Gattung bestimmte Chubb den Schwarzkehl-Ameisenwürger, der bis dahin zur Gattung Thamnophilus gestellt worden war. Etwas später kam der Dunkelbraune Ameisenwürger als zweite Art zu der neuen Gattung. Die Abspaltung einer bisherigen Unterart des Dunkelbraunen Ameisenwürgers, begründet vor allem anhand von Unterschieden bei den Lautäußerungen, führte schließlich zur aktuellen Zusammensetzung der Gattung. Sie umfasst damit derzeit drei Arten:
- Schwarzkehl-Ameisenwürger (Frederickena viridis)
- Dunkelbrauner Ameisenwürger (Frederickena unduliger)
- Wellenameisenwürger (Frederickena fulva)

Innerhalb der Familie gelten die Arten der Gattung Mackenziaena als nächste Verwandte der Frederickena-Ameisenwürger.